# Pierre-Jean Robiquet

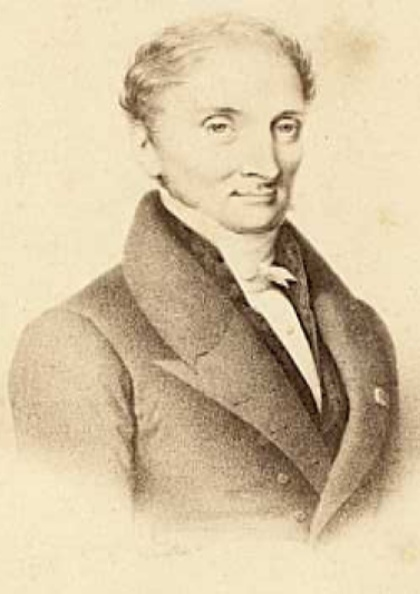
Pierre-Jean Robiquet

Pierre-Jean Robiquet (* 13. Januar 1780 in Rennes; † 29. April 1840 in Paris) war ein französischer Chemiker. Er ist bekannt als Entdecker verschiedener Alkaloide und mit Asparagin der ersten Aminosäure.

## Leben
Robiquets Vater war ein aufstrebender Buchhändler in Rennes und Robiquet sollte ursprünglich Architekt werden. Nachdem seine Eltern als Girondisten in der Französischen Revolution vorübergehend eingesperrt waren, ging er in die Apothekerlehre in Lorient und studierte 1796 bis 1799 Chemie und Pharmazie in Paris mit Antoine-François Fourcroy und Louis-Nicolas Vauquelin, die zusammen eine chemische Fabrik hatten. Anschließend wurde er Militärapotheker in der französischen Armee, mit der er in Italien war, unter anderem bei der Belagerung von Genua, das von André Masséna verteidigt wurde (Kapitulation 1800). Nach der Rückkehr aus Italien war er im Militärhospital in Rennes und danach im Militärhospital Val-de-Grâce in Paris. Ab 1804 arbeitete er im Labor von Louis-Nicolas Vauquelin in Paris. Mit ihm führte er erste Forschungsarbeiten durch. 1808 bekam er seine eigene Apotheke und heiratete seine Cousine. Gleichzeitig hatte er eine kleine Chemiefabrik. 1811 wurde er Assistenz-Professor und 1814 Professor an der École supérieure de pharmacie in Paris. Dort war Pierre-Joseph Pelletier sein Assistent und 1825 sein Nachfolger. Robiquet gab aber schon nach 10 Jahren die Lehre auf und wurde 1824 Schatzmeister der Ecole de Pharmacie. Zeitweise war er Repetitor für Chemie an der École polytechnique.
1826 war er Gründer und erster Präsident der Société de Prévoyance des Pharmaciens.  Er war Mitglied der Société de Pharmacie und war 1817 bis 1824 und 1828 bis 1840 deren Generalsekretär und 1826 deren Präsident. 1820 wurde er Mitglied der Académie royale de Médecine und 1830 Ritter der Ehrenlegion. 1833 wurde er Mitglied der Sektion Chemie der Académie des sciences als Nachfolger von Jean-Antoine Chaptal.
Zu seinen Assistenten gehörte Nicolas-Théodore Gobley.

## Werk
Robiquet entdeckte, in einigen Fällen in Zusammenarbeit mit anderen Wissenschaftlern unter anderem die Isolierung von Asparagin (1805, mit Vauquelin aus Spargelsprossen), des Glycyrrhizin (1808 aus Süßholz), des Cantharidin (1811), Coffein (1821), Alizarin und Purpurin (1826, mit Jean-Jacques Colin), Orcin (1829, aus der Orseilleflechte), Amygdalin (1807, aus Bittermandeln) sowie des Kodein (1832, aus Opium). 1817 gewann er das Opium-Alkaloid Narcotin. Bei Pupurin und Coffein kam ihm aber Friedlieb Ferdinand Runge zuvor. Bei der Untersuchung des Opiums war er von den inzwischen durch Joseph Louis Gay-Lussac in Frankreich bekannt gewordenen Untersuchungen von Friedrich Sertürner beeinflusst.
Robiquet wies als erster schwefelhaltige organische Verbindungen nach (Senföl). 1836 stellte er Rufigallussäure her durch Umsetzung von Schwefelsäure mit Gallussäure.

## Ehrung
Nach Robiquet wurde eine Gattung der Orchideen (Orchidaceae) Robiquetia benannt.